# ジェフ・ディーン
ジェフリー・アドゲート・ディーン（Jeffrey Adgate "Jeff" Dean 、1968年7月23日 - ）は、アメリカ合衆国の計算機科学者およびソフトウェアエンジニアである。彼は現在、GoogleのAI部門の責任者である。ハワイ州出身。

## 教育
ディーンは、1990年にミネソタ大学のコンピュータサイエンス＆エコノミクスで理学士号を取得した。ワシントン大学でコンピューターサイエンスの博士号を取得し、Craig Chambersの下でコンパイラーと、1996年にオブジェクト指向プログラミング言語のプログラム全体の最適化手法に取り組んだ。「大規模分散コンピューターシステムの科学と工学」に関する功績が認められ、2009年に全米技術アカデミー会員に選出された。

## キャリア
Googleに入社する前、ディーンはDEC/CompaqのWestern Research Laboratoryで、プロファイリングツール、マイクロプロセッサアーキテクチャ、および情報検索に取り組んだ。彼の仕事の多くは、サンジャイ・ゲマワットとの緊密な協力により完成した。
大学院に入る前、世界保健機関のエイズに関するグローバルプログラムに参加し、HIV /エイズの世界的大流行の統計モデリングと予測のためのソフトウェアを開発した。
ディーンは1999年半ばにGoogleに入社し、2021年現在は人工知能部門の責任者である。 Google入社以来、会社の広告、クロール、インデックス作成、クエリ配信システムの大部分と、Googleのほとんどの製品の基盤となる分散計算機インフラの様々な部分を設計および実装した。また、様々な時期に、検索品質の向上、統計的機械翻訳、多様な社内ソフトウェア開発ツールの開発に携わり、エンジニア採用プロセスにも広く関わってきた。
ディーンが取り組んできたプロジェクトは次のとおりです。
- Spanner : スケーラブル、マルチバージョン、グローバルに分散され、同期的に複製されたデータベース
- Google翻訳の生産システム設計と統計的機械翻訳システムの一部
- BigTable: 大規模な半構造化ストレージシステム[3]
- 大規模なデータ処理アプリケーション向けのシステムであるMapReduce
- LevelDB: オープンソースのオンディスクKey-Valueストア
- DistBelief: 最終的にTensorFlowにリファクタリングされたディープニューラルネットワーク用の独自の機械学習システム
- TensorFlow: オープンソースの機械学習ソフトウェアライブラリ

彼は大規模な人工ニューラルネットワークを研究するチームであるGoogle Brainの初期メンバーであり、Google Searchから人工知能の取組みが分離されてから、Appleへ移ったジョン・ジャナンドレアの後任として、人工知能部門の責任者を務めている。
ディーンは、AIの倫理研究者であるティムニット・ゲブルがGoogleの研究審査プロセスに異議を唱え、最終的に同社を退社させられたことで物議を醸した。ディーンはこれを受け、Googleの研究プロセスへのアプローチに関する書簡を発表したことで、さらなる批判と論争の的となってしまった。

## 慈善活動
ディーンと彼の妻、ハイディ・ホッパーは、ホッパー-ディーン財団を設立し、2011年に慈善助成金を始めた。 2016年、財団は、科学、技術、工学、数学（STEM）の多様性を促進するプログラムを支援するために、カリフォルニア大学バークレー校、マサチューセッツ工科大学、ワシントン大学、スタンフォード大学、カーネギーメロン大学にそれぞれ200万ドルを寄付した。

## 私生活
ディーンは結婚しており、2人の娘がいる。

## 賞と栄誉
- 全米技術アカデミー選出（2009年）
- コンピューティングマシナリー協会フェロー（2009年）
- ACM-Infosys Foundation Award [17] （2012）
- ACM SIGOPSマーク・ワイザー賞（2007 [18]
- アメリカ芸術科学アカデミーフェロー（2019） [19]

彼は、Googleの企業内およびコンピュータサイエンスの一般的な分野で、多数の貢献により広く認められている。

## 本
ディーンは、2018年の本「Architects of Intelligence: The Truth About AI from the People Building it」において、アメリカの未来主義者マーティン・フォードからインタビューを受けた。

## 主要な出版物
- Jeffrey Dean and Sanjay Ghemawat. 2004. MapReduce: Simplified Data Processing on Large Clusters. OSDI'04: Sixth Symposium on Operating System Design and Implementation (December 2004)
- Fay Chang, Jeff Dean, Sanjay Ghemawat, Wilson C. Hsieh, Deborah A. Wallach, Mike Burrows, Tushar Chandra, Andrew Fikes, and Robert E. Gruber. 2006. Bigtable: A Distributed Storage System for Structured Data. OSDI'06: 7th Symposium on Operating System Design and Implementation (October 2006)